# هيرب ألبرت
هيرب ألبرت (31 مارس 1935 في لوس أنجلوس، كاليفورنيا) هو موسيقي وممثل وعازف على آلة البوق أمريكي. أسس رفقة جيري موس شركة A&M Records عام 1962.
باع خلال مسيرته الفنية أكثر من 72 مليون نسخة، وتحصل سبع مرات على جائزة غرامي. أنتجت شركته التي أسسها بالتعاون مع جيري موس لعدد من الفنانين مثل يوسف إسلام، برايان آدمز، جانيت جاكسون، جو كوكر، سيرغيو مندس، سوزان فيغا، ستينغ وغيرهم.

## روابط خارجية
- هيرب ألبرت على موقع IMDb (الإنجليزية)
- هيرب ألبرت على موقع الموسوعة البريطانية (الإنجليزية)
- هيرب ألبرت على موقع روتن توميتوز (الإنجليزية)
- هيرب ألبرت على موقع ميوزك برينز (الإنجليزية)
- هيرب ألبرت على موقع أول موفي (الإنجليزية)
- هيرب ألبرت على موقع قاعدة بيانات برودواي على الإنترنت (الإنجليزية)
- هيرب ألبرت على موقع قاعدة بيانات الأفلام السويدية (السويدية)
- هيرب ألبرت على موقع إن إن دي بي (الإنجليزية)
- هيرب ألبرت على موقع أول ميوزيك (الإنجليزية)
- هيرب ألبرت على موقع ديسكوغز (الإنجليزية)